# Tetraria involucrata
Tetraria involucrata är en halvgräsart som först beskrevs av Christen Friis Rottbøll, och fick sitt nu gällande namn av Charles Baron Clarke. Tetraria involucrata ingår i släktet Tetraria och familjen halvgräs. Inga underarter finns listade i Catalogue of Life.